# Turcinoemacheilus himalaya
Turcinoemacheilus himalaya és una espècie de peix de la família dels balitòrids i de l'ordre dels cipriniformes.

## Morfologia
- Fa 5,4 cm de llargària maxima.
- 42-43 vèrtebres.
- Peduncle caudal í musell més curts que els de Turcinoemacheilus kosswigi.
- Escates petites a la meitat posterior del cos.
- Presència de petites i irregulars marques de color gris fosc sobre la superfície lateral del cos.[2][4]

## Hàbitat i distribució geogràfica
És un peix d'aigua dolça, demersal i de clima subtropical, el qual viu al centre i l'est del Nepal (les conques dels rius Gran Gandak i Kosi). Comparteix el seu hàbitat amb Psilorhynchus pseudecheneis i Schistura.

## Observacions
És inofensiu per als humans.